# Nombre 140
El nombre 140 (CXL'') és el nombre natural que segueix el nombre 139 i precedeix el nombre 141.
La seva representació binària és 10001100, la representació octal 214 i l'hexadecimal 8C.
La seva factorització en nombres primers és 2²×5×7; altres factoritzacions són 1×140 = 2×70 = 4×35 = 5×28 =7×20 = 10×14.
És el nombre harmònic d'ordre 4; és un nombre 4-gairebé primer: 5 × 2 × 2 × 7 = 140.